# Grand Celebration
Le Grand Celebration est un navire de croisière qui naviguait pour l'opérateur de croisière Bahamas Paradise Cruise Line.
Ce navire, de classe Holiday, fut construit en 1986, pour la compagnie Carnival Cruise Lines. Retiré du service en mars 2020, il est en fin février en démantèlement à Alang.
Le Grand Celebration, dispose de deux sister-ships, le Magellan, et le Henna qui navigue pour une compagnie asiatique depuis 2012.

## Histoire
En mai 2014, le navire est sérieusement rénové.
Le navire a navigué jusqu'en novembre 2014 au sein de la compagnie Ibero Cruceros et a ensuite rejoint ensuite la célèbre flotte Costa Croisières sous le nom de Costa Celebration une semaine. Il fut ensuite vendu à la compagnie Bahamas Paradise Cruise Line.
En mars 2020, le navire est retiré du service. Il est actuellement (mars 2021) en démolition à Alang.

## Espaces publics
- Endless Summer salon
- Club Galax-Z (Club de danse)
- Bourbon Street, un hommage à la célèbre artère de la Nouvelle Orléans.
- Timonerie Bar & Grill
- bibliothèque
- Red Hot (piano-bar)
- Sky Bar
- Rainbow Club Casino
- Astoria Lounge
- Restaurant

## Incidents
Le 16 août 2006, le Grand Celebration a touché le fond dans le port de Nassau, aux Bahamas, avec plus de 1 100 passagers à bord, alors que le navire se préparait à accoster. Une hélice du navire a été endommagée.